# 捏造陷阱 -NTR-
《捏造陷阱 -NTR-》，通稱《捏造陷阱》，由日本女性漫畫家Kodama Naoko繪畫的百合類型日本漫畫，2014年11月18日開始連載於一迅社《Comic百合姬》。

## 概要
《捏造陷阱 -NTR-》於2014年11月18日開始於一迅社《Comic百合姬》連載，單行本第1卷則在2015年6月18日發行。官方中文版單行本的代理商為東立出版社，第1卷單行本在2016年7月18日公開發售。官方簡體中文電子版的代理商為布卡漫畫。北美地區的官方英文版則由七海娛樂代理，並於2016年9月20日發布第1卷單行本，七海娛樂創辦人傑森·迪安吉利斯（Jason DeAngelis）表示讀者希望公司代理更多百合漫畫，並稱《捏造陷阱 -NTR-》作者Kodama Naoko的戲劇性故事與漂亮的畫工會吸引到《citrus~柑橘味香氣~》的讀者觀看。
2016年11月15日，一迅社宣佈《捏造陷阱 -NTR-》與《citrus~柑橘味香氣~》動畫化，並雙雙預定2017年播放，唯最終只有本作如期於2017年播放。
漫畫標題的NTR代表「戴綠帽」、「外遇」的意思。

## 故事簡介
由真第一次跟男生交往，不知道怎麼辦，就去找她的總角之交水科螢商量。結果螢卻取笑她太純真，而且不知為什麼還吻了她。她們和彼此的男朋友一起舉行雙重約會，結果螢在約會途中開始對由真上下其手，還對由真做了連她男朋友都沒做過的事……

## 登場人物
岡崎由真（聲：加隈亞衣）
本作女主角。高二生，性格單純，與螢為青梅竹馬。小時候一直保護柔弱的螢，使她免受男生的欺負，但螢長大後經常在沒人的時候向她上下其手，雖然對螢的惡作劇感到困擾但沒有阻止。
水科螢（聲：五十嵐裕美）
由真的總角之交，高二生。小時候既文靜又柔弱，也因此經常被男生欺負，而由真總會出來保護她，從此便很依賴由真。但長大後變得腹黑，經常以預習的理由在沒人的時候襲擊由真，並享受她害羞的樣子。與藤原的交往是建立在不平等的契約上，過得十分壓抑。
武田（聲：逢坂良太）
由真的男友，十分重視由真，避免發生強迫由真的事情。雖然對於由真與螢的表面情況感到忌妒，卻還是關心由真。
藤原（聲：小野大輔）
螢的男朋友，籃球社社員，外表看似冷酷系帥哥，在學校很受女生歡迎。實則性格惡劣，私生活淫亂，腳踏多條船，會動手打女朋友。中途察覺到由真與螢之間有著隱密關係，甚至想插足她們之間。

## 出版書籍
| 集數 | 一迅社         | 一迅社                                                  | 東立出版社     | 東立出版社             |
| 集數 | 發售日期       | ISBN                                                    | 發售日期       | ISBN                   |
| ---- | -------------- | ------------------------------------------------------- | -------------- | ---------------------- |
| 1    | 2015年6月18日  | ISBN 978-4-75-807433-9                                  | 2016年7月18日  | ISBN 978-986-470-492-7 |
| 2    | 2016年3月18日  | ISBN 978-4-75-807528-2                                  | 2018年11月15日 | ISBN 978-986-470-493-4 |
| 3    | 2016年11月18日 | ISBN 978-4-75-807615-9                                  | 2018年12月14日 | ISBN 978-986-482-373-4 |
| 4    | 2017年4月18日  | ISBN 978-4-75-807659-3                                  | 2020年2月9日   | ISBN 978-986-486-357-0 |
| 5    | 2017年7月18日  | ISBN 978-4-7580-7709-5 ISBN 978-4-7580-7716-3（特裝版） |                |                        |
| 6    | 2018年1月18日  | ISBN 978-4-75-807770-5                                  |                |                        |

## 電視動畫
於2017年7月播放。

### 工作人員
- 原作：Kodama Naoko[13]
- 總監督：平澤久義[13]
- 腳本：WORDS in STEREO、内堀優一[13]
- 人物設計：川島勝[13]
- 動畫製作：Creators in Pack[13]

### 主題曲
片頭曲「Blue Bud Blue」
作詞：仲智唯，作曲/編曲：野中雄一，歌：東城陽奏
片尾曲
「Virginal lily」（第1話－第3話、第10話）
作詞、作曲、歌：逢瀨，編曲：藤神Kyo-ya敬也
（第4話－第6話）
作詞：HH，作曲、編曲：如月なつき，歌：
「LAST ETERNAL」（第7話－第9話、第11話）
作詞：HH，作曲、編曲：ISAO，歌：Confetti Smile

### 各話列表
| 話數    | 日文標題 | 中文標題                 | 分鏡       | 演出       | 作畫監督                    | 片尾插畫     |
| ------- | -------- | ------------------------ | ---------- | ---------- | --------------------------- | ------------ |
| trap:1  |          | 女孩子的秘密             | 岩田幸子   | 及川佳那子 | 小野田貴之                  | Kodama Naoko |
| trap:2  |          | 那兩個人…                | 岩田幸子   | 櫻井司     | 櫻井司                      |              |
| trap:3  |          | 再來練習一下吧           | 岩田幸子   | 柴田匠     | 萩原省智                    | merryhachi   |
| trap:4  |          | …我也在出軌？            | 阿佐谷珠吉 |            | 中武學                      |              |
| trap:5  |          | 太討厭我自己了……         | 阿佐谷珠吉 |            | 萩原省智                    | Namori       |
| trap:6  |          | 你以為要被親了？         | 阿佐谷珠吉 | 及川佳那子 | 小野田貴之                  | 大澤         |
| trap:7  |          | 我們可以一直當好朋友吧？ | 柴田匠     | 柴田匠     | 萩原省智、阿部可奈子 堀光明 |              |
| trap:8  |          | 無法駕馭的感情           | 岩田幸子   |            | 中武學                      | 萩野純       |
| trap:9  |          | 把感冒傳染給我……？       |            |            | 小野田貴之、阿部可奈子      |              |
| trap:10 |          | 這種關係算什麼呢         | 柴田匠     | 柴田匠     | 萩原省智                    | 武梨繪里     |
| trap:11 |          | 謝謝，對不起             | 阿佐谷珠吉 |            | 中武學、阿部可奈子          |              |
| trap:12 |          | 為什麼到現在都沒察覺呢   |            |            | 小野田貴之                  | Kodama Naoko |

### 播放電視台
日本深夜動畫：下文記載的日本国内播放時間使用日本標準時間（UTC+9）表示。因為部分時間标识會採用30小时制，因此請留意这类超过24:00的时间，其實際播放時間為翌日清晨。
| 播放日期               | 播放時間                         | 播放電視台      | 播放地區 | 備註                |
| ---------------------- | -------------------------------- | --------------- | -------- | ------------------- |
| 2017年7月5日 - 9月20日 | 星期三 20:00 - 20:10             | AT-X            | 日本全域 | CS放送 / 有重播     |
| 2017年7月6日 -         | 星期四 3:40 - 3:50（星期三深夜） | 東京都會電視台1 | 東京都   |                     |
| 2017年7月8日 -         | 星期六 3:30 - 3:40（星期五深夜） | 日本BS放送      | 日本全域 | BS放送 / ANIME+節目 |
| 2017年7月12日 -        | 星期三 1:35 - 1:45（星期二深夜） | 東京都會電視台2 | 東京都   |                     |
|                        |                                  |                 |          |                     |

| 播放日期                  | 播放時間                               | 播放網站 | 2017年7月6日 - |  |
| ------------------------- | -------------------------------------- | -------- | -------------- |  |
| 星期四 3:40（星期三）更新 | niconico動畫、樂天Showtime、亞馬遜影片 |          |                |  |
| 星期四 10:00 更新         | DMM.com                                |          |                |  |
| 星期四 0:00 更新          | DOCOMO動畫商城                         |          |                |  |
|                           |                                        |          |                |  |

### BD/DVD
| 卷數 | 發售日期       | 收錄話數       | 規格編號  | 規格編號  |
| 卷數 | 發售日期       | 收錄話數       | BD        | DVD       |
| ---- | -------------- | -------------- | --------- | --------- |
| 上   | 2017年9月29日  | 第1話 - 第6話  | DMPXA-009 | DMPBA-015 |
| 下   | 2017年10月27日 | 第7話 - 第12話 | DMPXA-010 | DMPBA-016 |

## 評價
動畫新聞網的蕾貝卡·西爾弗曼（Rebecca Silverman）給了本作C+的評價，她指螢看似很愛由真但可能因為過去的事情而掩藏起來。另外她表示非自願製造的羅曼情調對某些人來說很倒胃口，並批評眾角色的性格。Yuricon的創辦人埃莉卡·弗里德曼（Erica Friedman）形容作品「既毛骨悚然又荒唐」，還說故事內容大概為「2位女生在她們的男朋友剛好不在房間時赤身裸體做著『某些事情』」。